# 长毛杨桐
长毛杨桐（学名：Adinandra glischroloma var. jubata）为山茶科杨桐属下的一个变种。

## 扩展阅读
- 維基物種上的相關：长毛杨桐